# Verna Cook
Verna Cook  née le 19 octobre 1890 et morte en septembre 1978, est une architecte américaine pionnière du début du xxe siècle, connue pour avoir eu sa propre agence, pour avoir travaillé dans les banlieues résidentielles des environs de New York dans les années 1920 et 1930 et en tant qu'autrice sur la conception architecturale et l'histoire. Après le décès de son premier mari, Edgar Salomonsky, en 1929, elle continue de travailler dans sa propre agence et conçoit plusieurs centaines de maisons, dont une maison modèle pour l'Exposition universelle de New York en 1939. Dans les années 1960, elle co-écrit avec son deuxième mari, Warren Butler Shipway, plusieurs livres sur l'architecture et le design des maisons mexicaines,.

## Éducation
Verna Cook est née à Spokane, Washington, le 19 octobre 1890, de Harlan J. Cook, un homme d'affaires local, et de Mara S. Taylor Cook,. Verna Cook fréquente le lycée de Spokane et obtient son diplôme en 1908, puis s'inscrit pendant un an à la Misses Gilman's School for Girls à Boston, Massachusetts,. Elle se rend ensuite à Paris et s'inscrit à l'École spéciale d'architecture pendant deux ans, retournant aux États-Unis en octobre 1911. Elle économise suffisamment d'argent pour poursuivre ses études après la fermeture de l'École spéciale d'architecture en raison de la Première Guerre mondiale. Elle suit des cours de deux ans et demi à l'École d'architecture de l'université Columbia de 1915 à 1918,.

## Carrière
De 1913 à 1915, Verna Cook travaille comme dessinatrice junior dans le bureau de William Knighton à Salem, Oregon. En 1916, elle prend un poste de trois ans en tant que dessinatrice générale et designer dans le bureau de Dwight James Baum, à New-York. Durant cette période, elle travaille également trois mois en 1917 pour Howard Major et six mois en 1918 pour Electus D. Litchfield.
En 1920, Verna Cook épouse Edgar Salomonsky, un autre diplômé de Columbia, et le couple crée sa propre entreprise. Ils travaillent principalement sur l'architecture résidentielle,. Leurs bureaux sont situés au 368 Lexington Avenue jusqu'en 1921, date à laquelle ils déménagent au 331 Madison Avenue. Ils déménagent encore deux fois : à la fin des années 1920, au 40 East 49th Street puis en 1936, au 424 Madison Avenue,.
À la fin des années 1920, Cook crée les dessins de plusieurs lignes d'« accessoires de boudoir », notamment des miroirs à main, des peignes et des brosses à cheveux,. Elle analyse également des meubles aux côtés de son mari.
Après la mort d'Edgar Salomonsky en 1929, Verna Cook continue d'exercer seule et réalise des centaines de résidences dans la région métropolitaine de New York et plus tard en Californie. Son travail repose principalement sur des éléments traditionnels, notamment des maisons de style géorgien, colonial et anglais. En 1936, House and Garden choisit son agence pour concevoir la première « Maison idéale » du magazine, qui est exposée comme maison modèle dans la « Ville de demain » à l'Exposition universelle de 1939 à New York.
En 1937, elle est enregistrée comme architecte à New York, dans le Connecticut et en Pennsylvanie. Elle est critique pendant un semestre à la School of Design for Women de Philadelphie, en Pennsylvanie, et pendant trois ans à la New York School of Interior Decoration de New York. Cook compte également parmi les premières femmes membres de la Ligue architecturale de New York. Cette Ligue a ouvert son adhésion aux femmes en 1934. En 1936, Cook est la seule femme architecte admise. Elle prend sa retraite de l'architecture en 1939 en raison de problèmes de vue.
En 1939, Verna Cook épouse son deuxième mari, Warren Butler Shipway. Le couple déménage en Californie en 1947 et leur voyage au Mexique dans les années 1950 leur inspire cinq livres sur l'architecture résidentielle mexicaine historique et contemporaine, co-écrits par Verna Cook et son mari.
Cook est décédée en septembre 1978 à La Jolla, en Californie, où elle a déménagé en 1972 après le décès de son mari. Ses archives résident aujourd'hui à l'université de Californie à San Diego,.

## Œuvres
- Maison à Fieldston (1920), Riverdale, New York, avec Edgar Salomonsky[19]
- Maison de MF Griffin (1928), Scarsdale, NY, avec Edgar Salomonsky[20]
- Maison de Raymond Faith (1928), Bryn Mawr Park, NY, avec Edgar Salomonsky[21]
- Maison d'Edgar Salomonsky, Scarsdale, NY, avec Edgar Salomonsky[22]
- CE Wells House (1929), Woodland Park, Summit, New Jersey, avec Edgar Salomonsky[8]
- Maison de Clifford Walsh (1933), Scarsdale, New York[23]
- Maison C. Ernest Greenwood (1933), Scarsdale, New York[24]
- Tauton Road House (1934), Scarsdale, État de New York[25]
- Lockwood et Axtell Drive House (1934), Scarsdale, New York[26]
- Maison à Berkley, Scarsdale (1933)[27]
- Maison Marjorie Warren (1933) North Castle, New York[28]
- Dr Herman Prange House (1934), Scarsdale, NY[29]
- Maison de CG Novotny (1935), Scarsdale, NY[30]
- Résidence d'AW Brown (1936), Scarsdale, NY[31]
- Maison Pugliese (1938), Harrison, New York[32]
- Maison Dwight et Kate Wade (1940), Sevierville, Tennessee. Registre national des lieux historiques (1997)[33].

## Prix
- Troisième prix, Prix Loeb de la Société des Architectes des Beaux Arts, 1915[34].
- Premier prix, "Brick House". Concours de petites maisons, 1921[35].
- Deuxième prix, Concours de petites maisons parrainé par The House Beautiful, 1927.
- Première « Maison idéale » du magazine House and Garden, 1936.

## Publication
- Salomonsky, Verna Cook. "The Year-Round Service Porch, Half Indoors, Half Out, a Constant Delight." (Illustrations by the Author.)The Washington Post, Apr 07, 1924.
- Salomonsky, Verna Cook and Edgar Salomonsky. An exemplar of antique furniture design : a collection of measured drawings of furniture in the Metropolitan Museum of Art accompanied with photographs and text. Grand Rapids: Periodical Publishing Company, 1923[36]
- Shipway, Verna Cook. Masterpieces of furniture, in photographs and measured drawings. New York: Dover Publications, 1953.
- Shipway, Verna Cook and Warren Shipway, The Mexican House, Old & New. New York: Architectural Book Publishing Company, 1960.
- Shipway, Verna Cook and Warren Shipway, Mexican interiors. New York: Architectural Book Publishing Company, 1962.
- Shipway, Verna Cook and Warren Shipway, Mexican homes of today. New York: Architectural Book Publishing Company, 1964.
- Shipway, Verna Cook and Warren Shipway, Decorative design in Mexican homes. New York: Architectural Book Publishing Company, 1966.
- Shipway, Verna Cook and Warren Shipway, Houses of Mexico; origins and traditions. New York: Architectural Book Publishing Company, 1970.